# Fijibeckasin
Fijibeckasin (Coenocorypha miratropica) är en förhistorisk utdöd fågel i familjen snäppor inom ordningen vadarfåglar. Den förekom tidigare på ön Viti Levu i Fiji och dog ut efter människans ankomst till ögruppen.